# Vincenzo Viviani

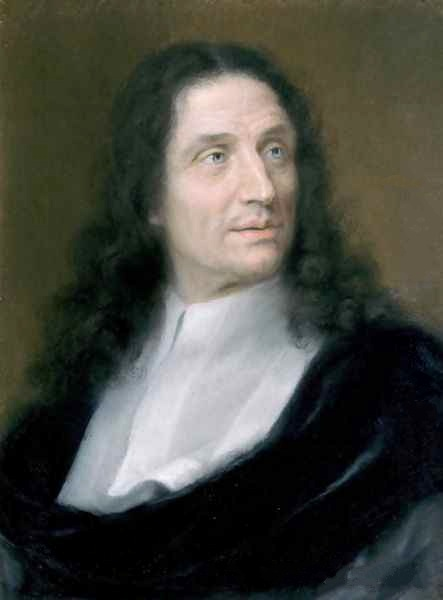
Vincenzo Viviani.

Vincenzo Viviani, född den 5 april 1622 i Florens, död där den 22 september 1703, var en Italiensk matematiker.
Viviani, som var lärjunge till Galilei och dennes ständiga umgänge under hans senare år, utnämndes 1666 till storhertig Ferdinand II:s av Toskana förste matematiker, Han fick 1664 en betydlig pension av Ludvig XIV och blev 1699 utländsk ledamot av franska vetenskapsakademien. Sitt geometriska skarpsinne ådagalade han genom försök att ersätta den grekiske matematikern Aristaios förlorade fem böcker om kägelsnitt (De locis solidis secunda divinatio geometrica in quinque libros injuria temporum amissos Aristœi, 1701), liksom han tidigare sökt ersätta den som förlorad ansedda femte boken av matematikern Apollonios från Perga rörande samma ämne (De maximis et minimis geometrica divinatio in quintum librum conicorum Apollonii Pergœi adhuc desideratum, 1659). Upptäckten av den arabiska översättningen visade, hur väl han tillägnat sig författarens tankegång. Viviani konstruerade på uppdrag av Torricelli den första barometern.